# David Graf
David Paul Graf (Zanesville, Ohio, 1950.április 16. – Phoenix, Arizona, 2001. április 7.) amerikai színész. Ő alakította Eugene Tackleberryt a 7 részes Rendőrakadémiában.

## Élete és halála
David Graf 1950-ben született az Ohio állambeli Zanesville-ben. Hamar megszerette a színpadot és Westerville-ben színpadi színészetet tanult, 1972-ben végzett. Majd az Ohiói Állami Egyetemen tanult 1975-ig, amikor is inkább a színészetet választotta. 1979-ben jelent meg először a képernyőn, egy játék műsorban. A 80-as évek elején több sorozatban is felbukkant, mint a MASH, A szupercsapat vagy a Hazárd megye lordjai. 1981-ben szerepelt először filmben: a Four Friends-ben. 1984-ben debütált Tackleberry szerepében a Rendőrakadémia-sorozatban.
1983-ban vette feleségül Kathryn Grafot.
Szívinfarktus következtében halt meg egy családi esküvőn 2001. április 7-én Phoenixben. Apja és nagyapja is szívinfarktusban hunytak el. Feleségét és két fiát hagyta hátra.

## Filmjei
- 2001 - Tengerparti fenegyerek (TV Sorozat) ... Jacques Douche
- 2001 - The Amanda Show (TV Sorozat)
- 2000-2001 - Az elnök emberei (TV Sorozat) ... Colonel Chase
- 2000 - The Cactus Kid ... Charles
- 2000 - Halálos hajsza (In Pursuit) ... Dad
- 2000 - Arli$$ (TV Sorozat) ... Colonel Donnie Sadowski
- 2000 - Ebigazság - Az ember legjobb barátja (The Trial of Old Drum) ... Henry bíró
- 2000 - Halálbiztos diagnózis (TV Sorozat) ... John
- 2000 - Becker (TV Sorozat) ... Lloyd Martin
- 2000 - A bevetés szabályai ... ARG Commander
- 1999 - The Parkers (TV Sorozat) ... Health Inspector
- 1999 - JAG – Becsületbeli ügyek (TV Sorozat) ... John Newman
- 1999 - Angyali érintés (TV Sorozat) ... Dewey Burton
- 1998 - Malcolm & Eddie (TV Sorozat)
- 1998 - A Thornberry család (TV Sorozat)
- 1998 - Esti meccsek (TV Sorozat) ... Chase
- 1998 - Görmenők (Brink!) ... Ralph Brinker
- 1998 - The Simple Life (TV Sorozat) ... Woodrow Stillwell
- 1998 - Rendőrakadémia (TV Sorozat)
- 1998 - Ötösfogat (TV Sorozat)
- 1998 - Caroline New Yorkban (TV Sorozat) ... Mr. Wolfe
- 1997 - Teen Angel (TV Sorozat) ... Lenny
- 1997 - Star Trek: Deep Space Nine (TV Sorozat) ... Leskit
- 1997 - Spy Game (TV Sorozat) ... Ivan Rogov
- 1997 - Skeletons (TV Film) ... Sam
- 1996-1997 - Promised Land (TV Sorozat) ... Kyle Matthews
- 1996-1997 - Parti nyomozók (TV Sorozat) ... Jay Cassidy
- 1996 - A 285-ös járat (Hijacked: Flight 285)
- 1996 - Martin (TV Sorozat) ... Officer Hayes
- 1996 - Ez az életem! (Citizen Ruth) ... Richter bíró
- 1995 - Courthouse (TV Sorozat) ... Adam Bonneville
- 1995 - Star Trek: Voyager (TV Sorozat) ... Fred Noonan
- 1995 - Lois és Clark: Superman legújabb kalandjai (TV Sorozat) ... Wally
- 1995 - A Brady család ... Sam Franklin
- 1994-1997 - Jaj, a szörnyek! (TV Sorozat)
- 1994 - Fater, a nagy cserkész (Father and Scout) ... Chet
- 1994 - Roseanne: An Unauthorized Biography (TV Film) ... Tom Arnold
- 1994 - Dream On (TV Sorozat) ... Larry
- 1994 - Rendőrakadémia 7. – Moszkvai küldetés (Police Academy VII: Mission to Moscow) ... Tackleberry őrmester
- 1994 - Az öreg hölgy és a testőr (Guarding Tess) ... Lee Danielson
- 1994 - Kisvárosi rejtélyek (TV Sorozat) ... FBI Agent
- 1993-1997 - Egyről a kettőre (TV Sorozat)
- 1993 - Házi barkács (TV Sorozat) ... Chuck Norwood
- 1993 - Varrat (Suture)
- 1993 - American Kickboxer 2 ... Howard
- 1993 - Kiszolgáltatva (For Their Own Good) ... Miles
- 1992 - Family Matters (TV Sorozat) ... Sergeant Shishka
- 1992 - Seinfeld (TV Sorozat)
- 1992 - Brooklyn Bridge (TV Sorozat) ... Coach Bloom
- 1991 - Without a Pass ... White Officer
- 1991 - Doogie Howser, M.D. (TV Sorozat) ... Sam, desert mechanic
- 1991 - Life Goes On (TV Sorozat)... Mr. Gilmore
- 1991 - Teech (TV Sorozat) ... George Dubcek Sr.
- 1991 - Paradise (TV Sorozat) ... Marshal Bartlet
- 1991 - Quantum Leap – Az időutazó (TV Sorozat) ... Sheriff Nolan
- 1991 - A lányomat akarom (The Whereabouts of Jenny) ... Scranton
- 1990 - Ferris Bueller (TV Sorozat) ... Officer Peyson
- 1990 - Charles in Charge (TV Sorozat) ... Steve Colfax
- 1990 - A szépség és a szörnyeteg (TV Sorozat) ... Gregory Coyle
- 1990 - The Outsiders (TV Sorozat)
- 1990 - Elvis (TV Sorozat) ... Bob Neal
- 1989 - Rendőrakadémia 6. – Az ostromlott város (Police Academy 6: City Under Siege)
- 1988 - Police Story: The Watch Commander (TV Film) ... Off. Jim Schaeffer
- 1988 - The Town Bully (TV Film) ... Raymond West
- 1988 - Los Angeles-i prostiháború (Shakedown on the Sunset Strip)
- 1988 - Rendőrakadémia 5. – Irány Miami Beach! (Police Academy 5: Assignment Miami Beach) ... Eugene Tackleberry őrmester
- 1987 - Night Court (TV Sorozat) ... Hondo Jenkins
- 1987 - Love at Stake ... Nathaniel
- 1987 - Cameo by Night (TV Film) ... Detective Kraxburger
- 1987 - Rendőrakadémia 4. – Zseniális amatőrök az utcán (Police Academy 4: Citizens on Patrol) ... Eugene Tackleberry őrmester
- 1986 - Rendőrakadémia 3. – Újra kiképzésen (Police Academy 3: Back in Training) ... Eugene Tackleberry őrmester
- 1986 - He's the Mayor (TV Sorozat) ... Councilman Harlan Nash
- 1985 - Rendőrakadémia 2. – Az első bevetés (Police Academy 2: Their First Assignment) ... Eugene Tackleberry
- 1985 - Call to Glory (TV Sorozat) ... Mechanic
- 1984 - Kibékíthetetlen ellentétek (Irreconcilable Differences) ... Bink
- 1984 - Airwolf (TV Sorozat) ... Billie
- 1984 - The Yellow Rose (TV Sorozat) ... Floyd Yates
- 1984 - Riptide (TV Sorozat) ... Marty Valentine
- 1984 - Rendőrakadémia (Police Academy)
- 1984 - Hardcastle and McCormick (TV Sorozat)
- 1984 - Matt Houston (TV Sorozat) ... Ernest
- 1983 - Cutter to Houston (TV Series) ... Carl Tollhouse
- 1983 - After MASH (TV Sorozat) ... Jaster
- 1983 - A szupercsapat (TV Sorozat) ... Cooper
- 1983 - The Rousters (TV Sorozat)
- 1983 - The Rousters (TV Film)
- 1983 - Voyagers! (TV Sorozat) ... Mike
- 1982 - Lou Grant (TV Sorozat) ... Russ
- 1982 - M.A.S.H. (TV Sorozat) ... Lt. Spears
- 1982 - The Long Summer of George Adams (TV Film) ... Olin Summers
- 1981 - The Dukes of Hazzard (TV Sorozat) ... Maury
- 1981 - Georgia barátai (Four Friends) ... Gergley

## Fordítás
Ez a szócikk részben vagy egészben  a   David Graf című angol Wikipédia-szócikk fordításán alapul.  Az eredeti cikk szerkesztőit annak laptörténete sorolja fel. Ez a jelzés csupán a megfogalmazás eredetét és a szerzői jogokat jelzi, nem szolgál a cikkben szereplő információk forrásmegjelöléseként.